# Sam Gendel
Sam Gendel (* um 1987 in Visalia, Kalifornien) ist ein US-amerikanischer Jazzmusiker (Stimme, Gitarre, Saxophone, Komposition) und Musikproduzent, der in der Musikszene von Los Angeles aktiv ist.

## Leben und Wirken
Gendel begann unter dem Eindruck der Musik von John Coltrane, Rahsaan Roland Kirk und Wayne Shorter mit zehn Jahren Saxophon zu spielen. Während seiner Jugend arbeitete er daran, das Instrument zu beherrschen, und fand allmählich seine eigene künstlerische Haltung unter dem Eindruck der sich ständig verändernden Jazzszenen seiner Heimatstadt Los Angeles. Mit seinem Trio Inga (das er mit Gitarrist Adam Rattner und Schlagzeuger Kevin Yokota bildete) bewegte er sich auf dem Album en (2015) durch psychedelische und meditativ bewegte transzendente Stile; auf der EP Volunteered Slavery (2016) wurde einer der frühen Ikonen Gendels durch ein Cover des titelgebenden Tracks von Rahsaan Roland Kirk gehuldigt. Im selben Jahr entstand mit Taylor Mackall ein Album mit dem Titel Saudade.
Nachdem Gendel sich mit dem Trio Inga einen Namen gemacht hatte, begann er 2017 unter seinem eigenen Namen zu veröffentlichen und produzierte eine Vielzahl von experimentellen Projekten. 2017 legte Gendel sein Soloalbum Double Expression vor; wenige Wochen später erschien 4444, das er mit dem Inga-Team Ratner und Yokota, auf einem Stück verstärkt um Fabiano Nascimento eingespielt hatte. Mit Sam Wilkes produzierte er die von Easy-Listening-Einflüssen geprägte Music for Saxofone & Bass Guitar (Leaving Records, 2018); mit Carlos Niño folgte Raindiance / You're Suspended (2018) und mit Ethan Braun die LP Rio Nilo 66 (2019). Überdies arbeitete er mit Blake Mills, mit Constant Stranger, Sam Wilkes, Perfume Genius, Moses Sumney, Knower, Vampire Weekend, Sam Amidon und Ry Cooder.
2020 erschien unter Gendels Namen das Album Satin Doll bei Nonesuch Records, auf dem er (im Trio mit Gabe Noel am E-Bass und Philippe Melanson an elektronischer Perkussion) Standards wie Goodbye Pork Pie Hat, Stardust, In a Sentimental Mood und das Love Theme from Spartacus in einem „sehr ungewöhnlichen, stark von elektronischer Musik geprägten Klang“ interpretierte. Im Unterschied zu Satin Doll besteht das ebenfalls 2020 bei Nonesuch erschienene Folgealbum DRM bis auf eine Ausnahme aus Eigenkompositionen, die Gendels Heimat im Umfeld des Label Brainfeeder deutlich machen, schrieb Jazz thing. Statt hier Saxophon zu spielen, setzte Gendel das Album aus Geräuschen, „Gitarrensplittern, löcherigen Basslinien, Electronics und rhythmischem Klicken zusammen.“ Mit Musikern wie Daniel Aged, Carlos Niño, Jamire Williams, Gabe Noel und Philippe Melanson produzierte Gendel das aus 54 Titeln bestehende Album Fresh Bread (2021). Ebenfalls 2021 legte Gendel mit Josiah Steinbrick die EP Mouthfeel / Serene vor, gefolgt von Music for Saxofone and Bass Guitar – More Songs (mit Sam Wilkes), Live a Little (2022, mit Antonia Cytrynowicz), Superstore, Blueblue (mit Craig Weinrib, 2022) und Cookup (2023).
Gendel kanalisiere eine spirituelle Mystik in seiner Musik, notierte Jay Balfour in Pitchfork Media. Laut David Crone (Allmusic) kombiniert er technische Kompetenz mit einer avantgardistischen Haltung zum Jazz und entwickelte im Underground der 2010er Jahre eine vorausschauende Herangehensweise an das Genre.